# Loxosoma incertae sedis rotundum
Loxosoma incertae sedis rotundum is een soort in de taxonomische indeling van de kelkwormen (Entoprocta). 
De worm behoort tot het geslacht Loxosoma incertae sedis en behoort tot de familie Loxosomatidae. De wetenschappelijke naam van de soort werd voor het eerst geldig gepubliceerd in 1946 door Kluge.